# Окленд (Орегон)
Окленд (англ. Oakland) — місто (англ. city) в США, в окрузі Дуглас штату Орегон. Населення — 934 особи (2020).

## Географія
Окленд розташований за координатами 43°25′23″ пн. ш. 123°17′50″ зх. д. / 43.42306° пн. ш. 123.29722° зх. д. (43.422998, -123.297168).  За даними Бюро перепису населення США в 2010 році місто мало площу 1,89 км², з яких 1,88 км² — суходіл та 0,00 км² — водойми.

## Демографія
Згідно з переписом 2010 року, у місті мешкало 927 осіб у 380 домогосподарствах у складі 256 родин. Густота населення становила 491 особа/км².  Було 412 помешкання (218/км²).
Расовий склад населення:
| - 94,2 % — білих - 1,4 % — корінних американців - 0,3 % — азіатів - 0,1 % — чорних або афроамериканців - 1,2 % — осіб інших рас |

До двох чи більше рас належало 2,8 %. Частка іспаномовних становила 3,0 % від усіх жителів.
За віковим діапазоном населення розподілялося таким чином: 23,6 % — особи молодші 18 років, 62,3 % — особи у віці 18—64 років, 14,1 % — особи у віці 65 років та старші. Медіана віку мешканця становила 40,8 року. На 100 осіб жіночої статі у місті припадало 100,6 чоловіків;  на 100 жінок у віці від 18 років та старших — 101,1 чоловіків також старших 18 років.
Середній дохід на одне домашнє господарство  становив 44 047 доларів США (медіана — 38 077), а середній дохід на одну сім'ю — 50 421 долар (медіана — 45 417). Медіана доходів становила 37 050 доларів для чоловіків та 26 364 долари для жінок. За межею бідності перебувало 12,2 % осіб, у тому числі 9,0 % дітей у віці до 18 років та 13,2 % осіб у віці 65 років та старших.
Цивільне працевлаштоване населення становило 333 особи. Основні галузі зайнятості: освіта, охорона здоров'я та соціальна допомога — 24,6 %, роздрібна торгівля — 17,7 %, будівництво — 12,0 %, мистецтво, розваги та відпочинок — 8,7 %.